# 片倉館

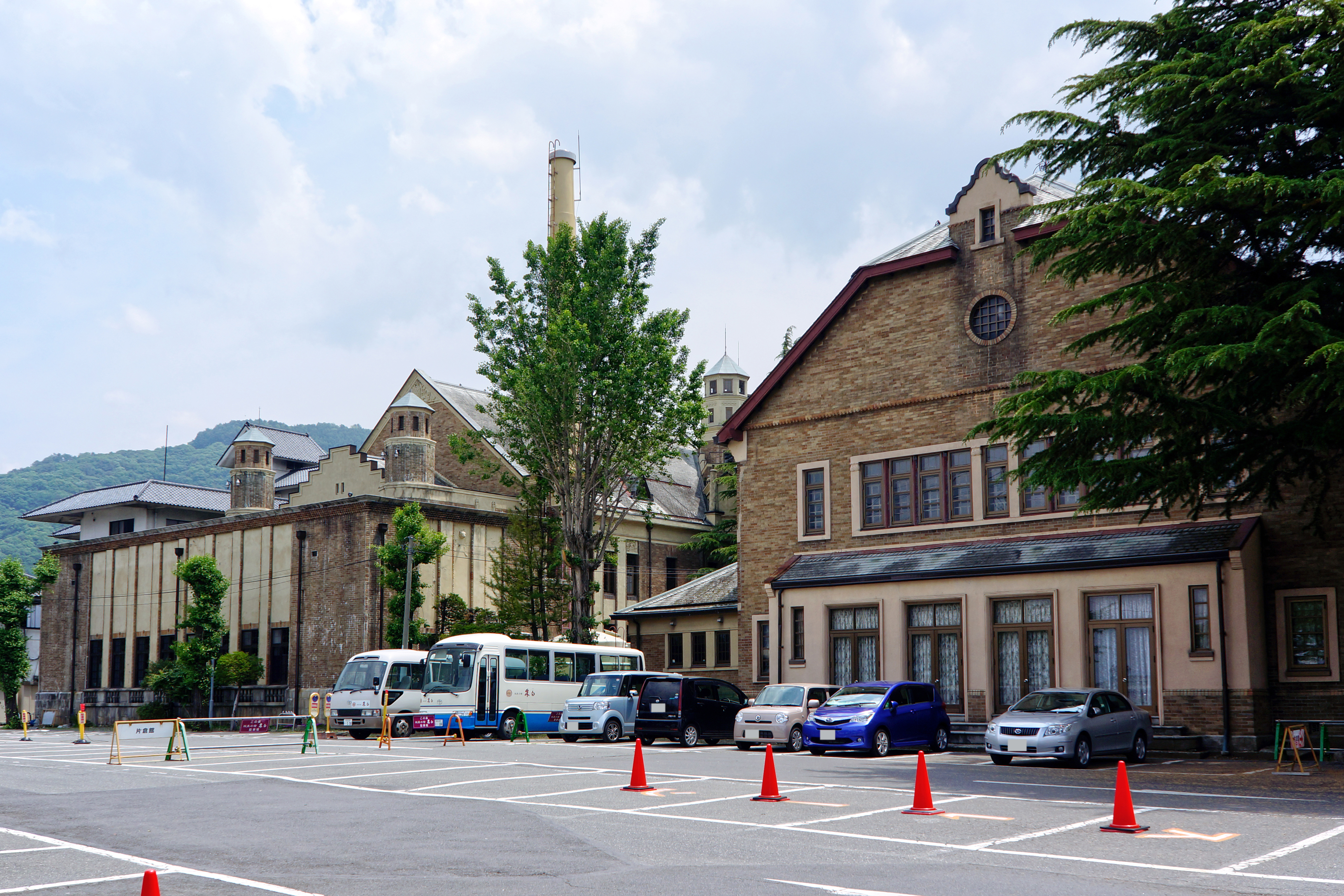
諏訪湖側。浴場棟（左）、会館棟（右）

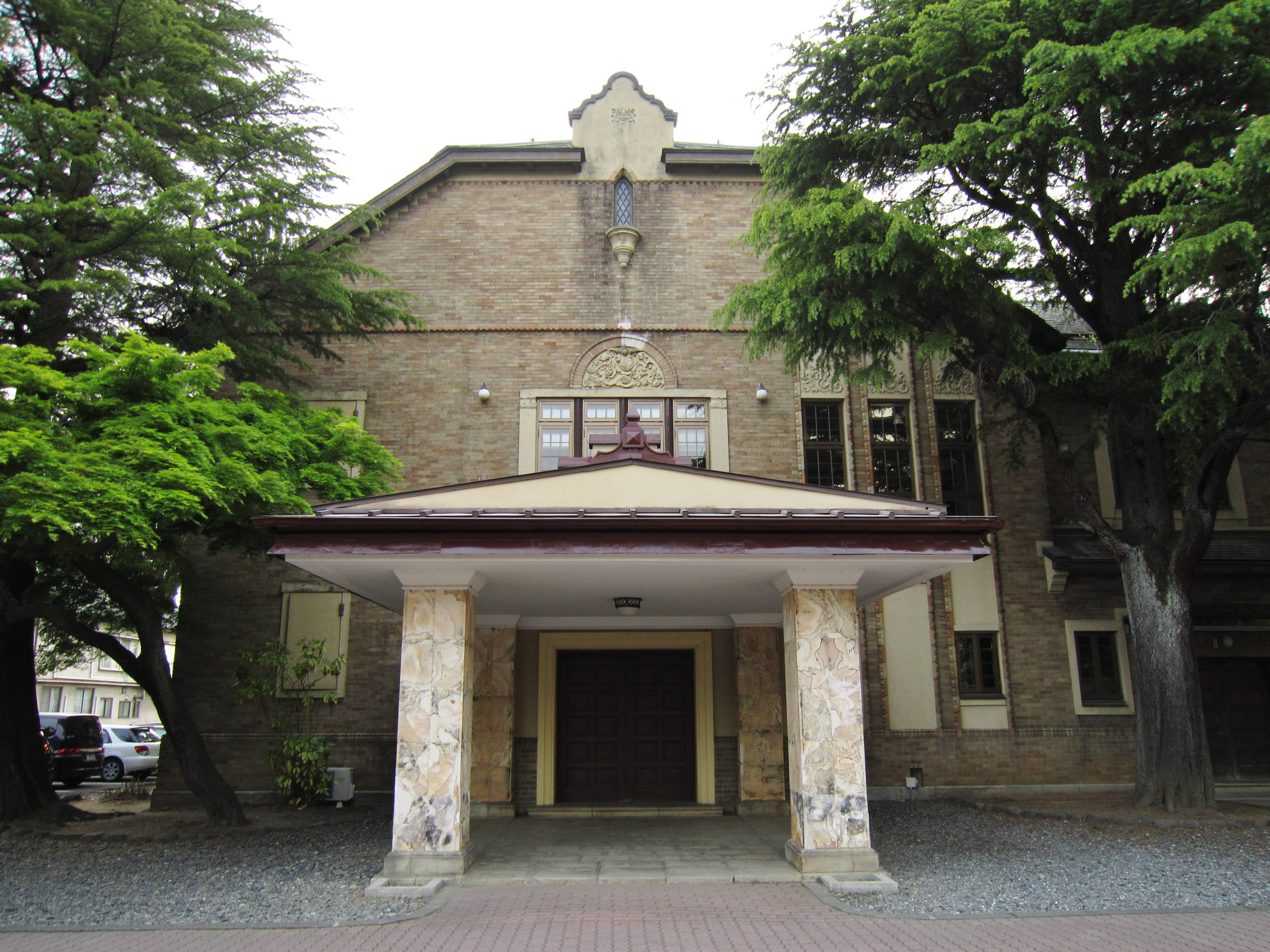
会館棟

片倉館（かたくらかん）は、長野県諏訪市上諏訪温泉の温泉施設である。一般財団法人片倉館が管理している。会館、浴場、渡廊下の3棟が国の重要文化財に指定されている。
深さ1.1メートルの千人風呂で有名。同敷地内に諏訪市美術館がある。

## 概要
諏訪湖畔に建つ。上諏訪温泉に属し、泉質は単純温泉、慢性関節リューマチ、神経痛、糖尿病、胃腸病等に効能を持つ。源泉温度は約70度。
建物は森山松之助が設計し、1928年（昭和3年）に竣工した洋風建築（様式的には特定し難いが、ゴシックリバイバルもしくはロマンティックリバイバルに近い）である。2011年（平成23年）6月20日に浴場、会館、渡廊下の3棟が国の重要文化財に指定された。
温泉大浴場およびサウナ（現在は廃止）等を備える浴場棟および、娯楽・文化交流を目的とした会館棟からなる。浴場棟は鉄筋コンクリート造、会館棟は木造一部鉄筋コンクリート造。全敷地面積3,180坪（10,492m2）のうち、建坪751坪（2,479m2）。

## 歴史
片倉財閥の代表者で片倉製糸紡績株式会社社長の二代片倉兼太郎が、昭和の御典礼祝賀と創業50周年を記念して建てたもの。製糸工場で働く女工への福利厚生を主要な目的にしており、また、天竜川に水車を設置していた製糸業者と水害に悩まされていた湖畔低湿地の農民に利害対立があったことから、地域住民への報恩・補償の意味合いもあったとされる。
兼太郎は欧米の視察旅行を行った際に、先進諸国では文化福祉施設が充実していることに感銘を受け、帰国後、諏訪に文化福祉施設を作りたいと切望。片倉同族の支援を受け、基金80万円で、片倉財閥関係者のみならず、一般市民も利用できる温泉施設を建設し、「財団法人片倉館」を設立（1929年認可）した。
当時は千人風呂とスチームサウナが設置されていたが、内装改修とともにスチームサウナが取り外された。
その替わりに発泡設備のある小浴室が設置され、ジャグジー風呂として利用している。
2014年4月に公開された映画テルマエ・ロマエ2の撮影場所の1つに採用された。

## 建物・設備
浴場、会館、渡廊下の3棟が国の重要文化財に指定され、噴水池と石塁が重要文化財の附（つけたり）指定となっている。浴場は鉄筋コンクリート造2階建てで、外装はスクラッチタイル貼り、屋根は切妻造スレート葺きで、玄関脇に平面八角形の塔屋を建てる。1階は男女別の大浴場、2階は大休憩室があり、現在は食堂、休憩室、売店となっている。浴場の南側に建つ会館棟は木造一部鉄筋コンクリート造2階建てで、外装はスクラッチタイル貼り、屋根は半切妻造スレート葺きとする。1階には和室の座敷が並び、2階は204畳敷き舞台付の大広間である。
大浴場（千人風呂）
幅4m、長さ7.5m、深さ1.1m。浴槽底には玉砂利が敷かれ、程よい刺激を足の裏に与える。歩行するとさらに強い刺激を得ることができる。浴槽縁には2段の段差があり、深いほうの段差に腰をかけるとちょうどいい深さで入浴することができる。内装にも凝っており、入浴しながら建物の彫刻、ステンドグラス等も見て楽しむことができる。
ジャグジー浴室
深さは通常の公衆浴場程度である。ジャグジーがついている。大浴場とは壁で仕切られているため、湯気が循環し、浴室の温度は高い。浴槽の縁に座っているだけで汗が流れてくるほどである。水温は39度程度とややぬるめの設定となっている。
休憩室・食堂
貸し切り個室（2室）3から10名で利用できる個室。
貸広間204畳舞台つきの大広間をはじめとして、大小の広間がある。

## 営業時間・利用料金
- 開館時間：10時～20時（受付は19時30分まで）
- 浴場棟2階休憩室の利用時間：10:00～19:00
- 食堂オーダー時間：11:00～15:00
- 休館日：毎月第2・第4火曜日（祝日の場合は開館、翌日休館）
- 入浴料金：大人750円、子供450円（休憩所利用料を含む）
- 下駄箱、ロッカー利用料：無料（100円硬貨返却式）

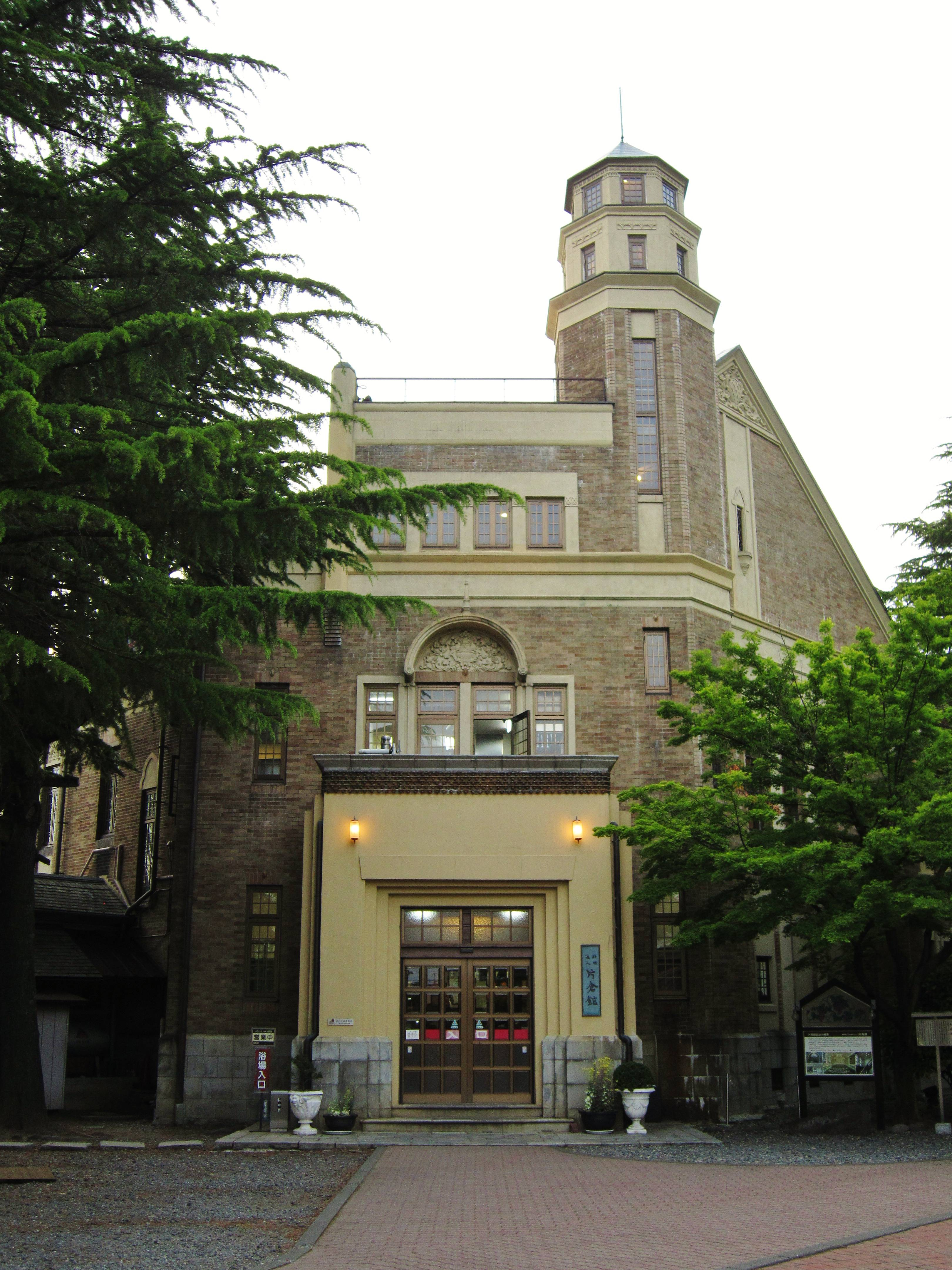
浴場棟外観
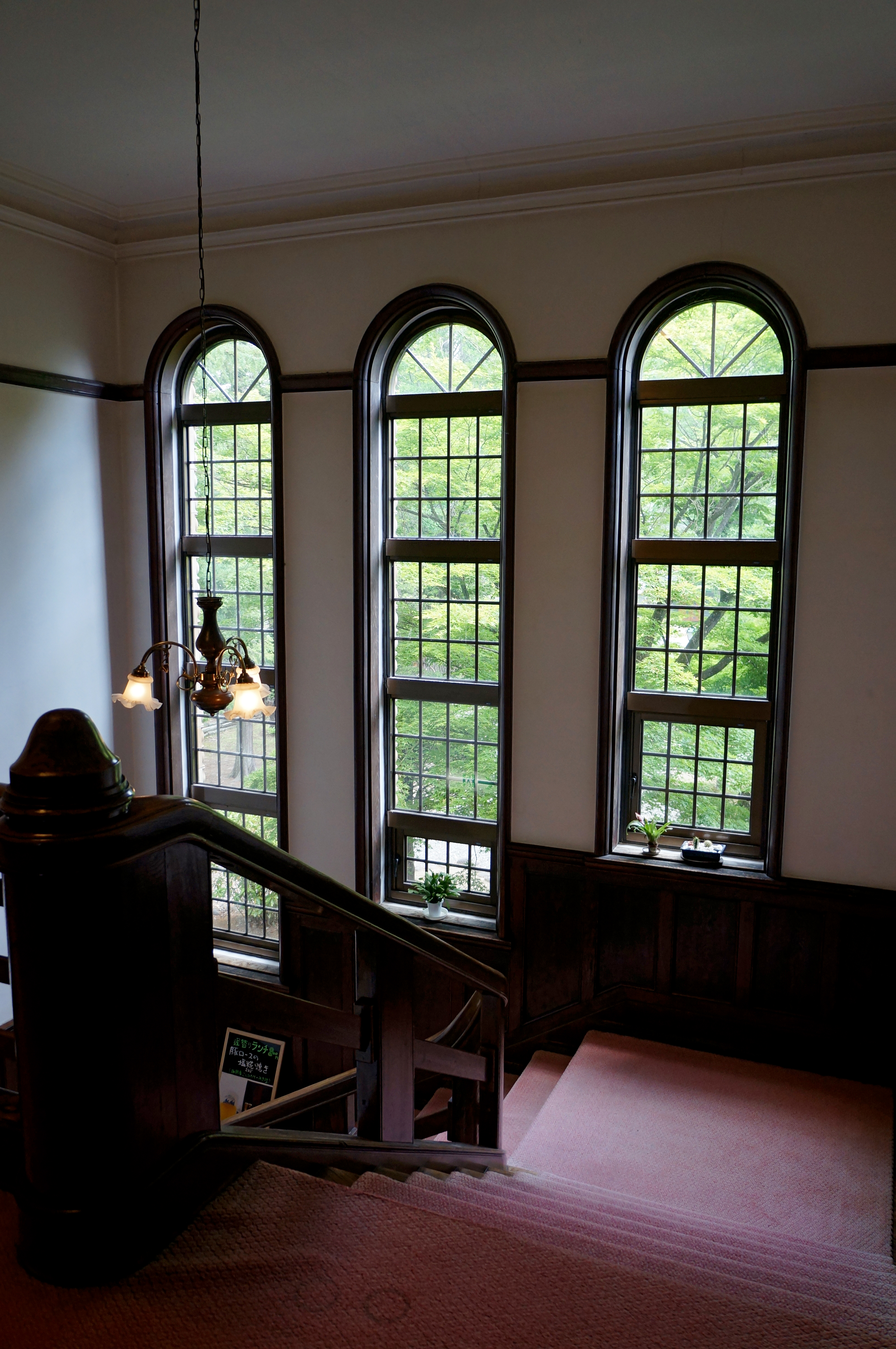
浴場棟内部 階段
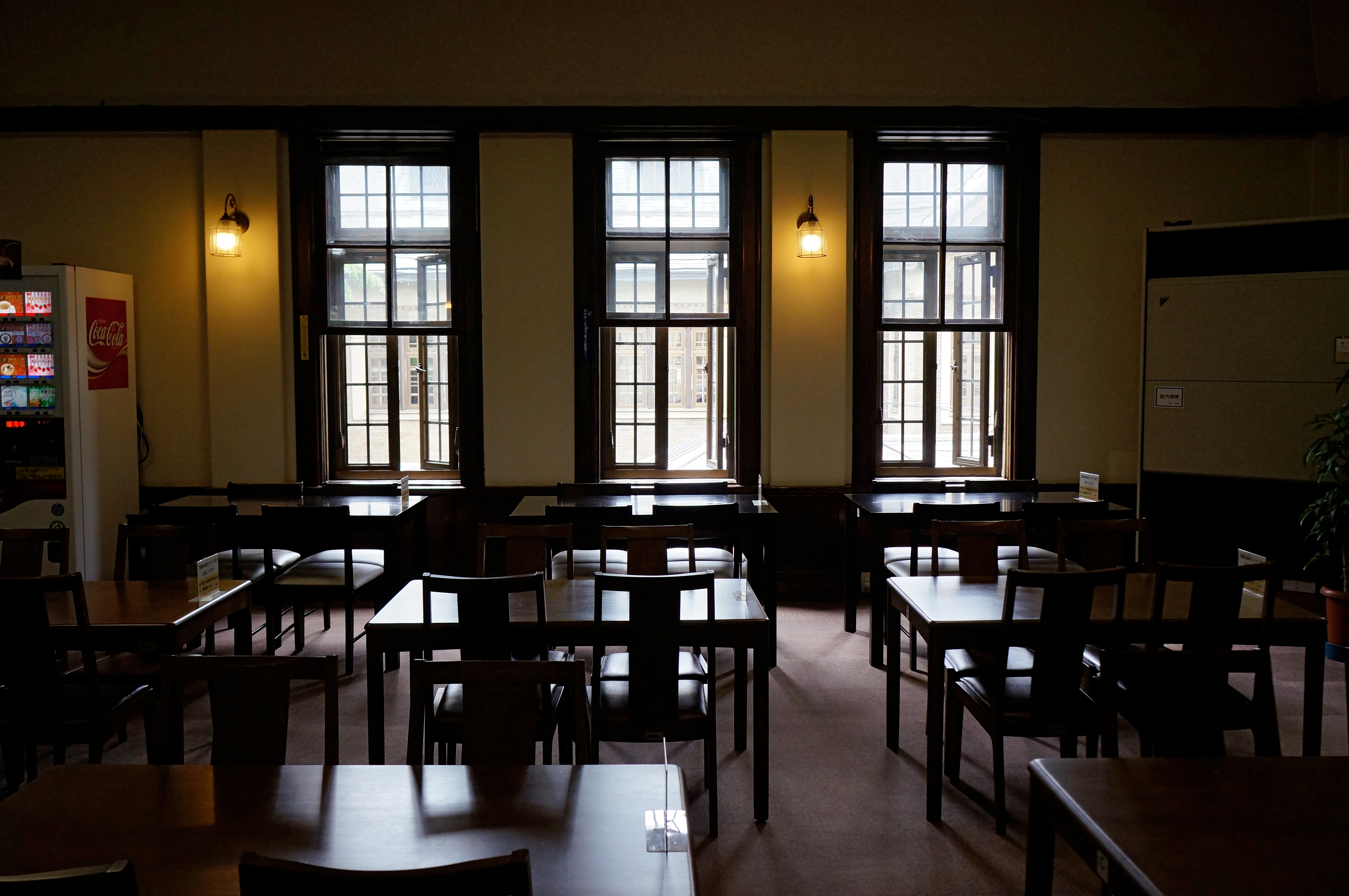
浴場棟内部 休憩室
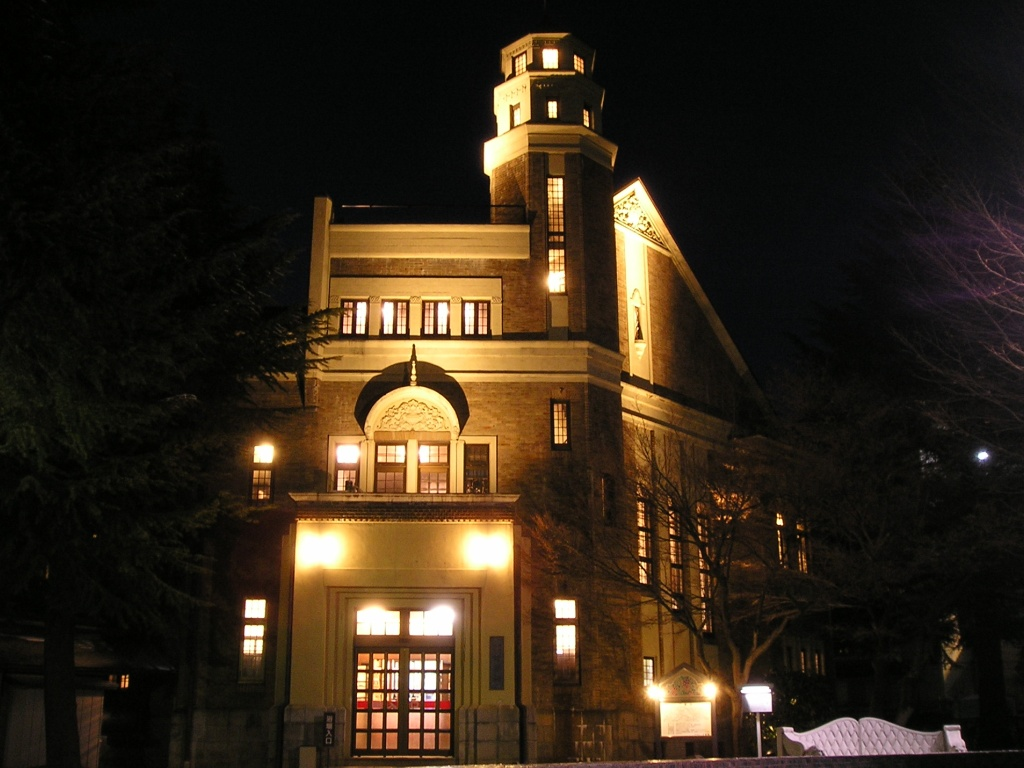
浴場棟夜景
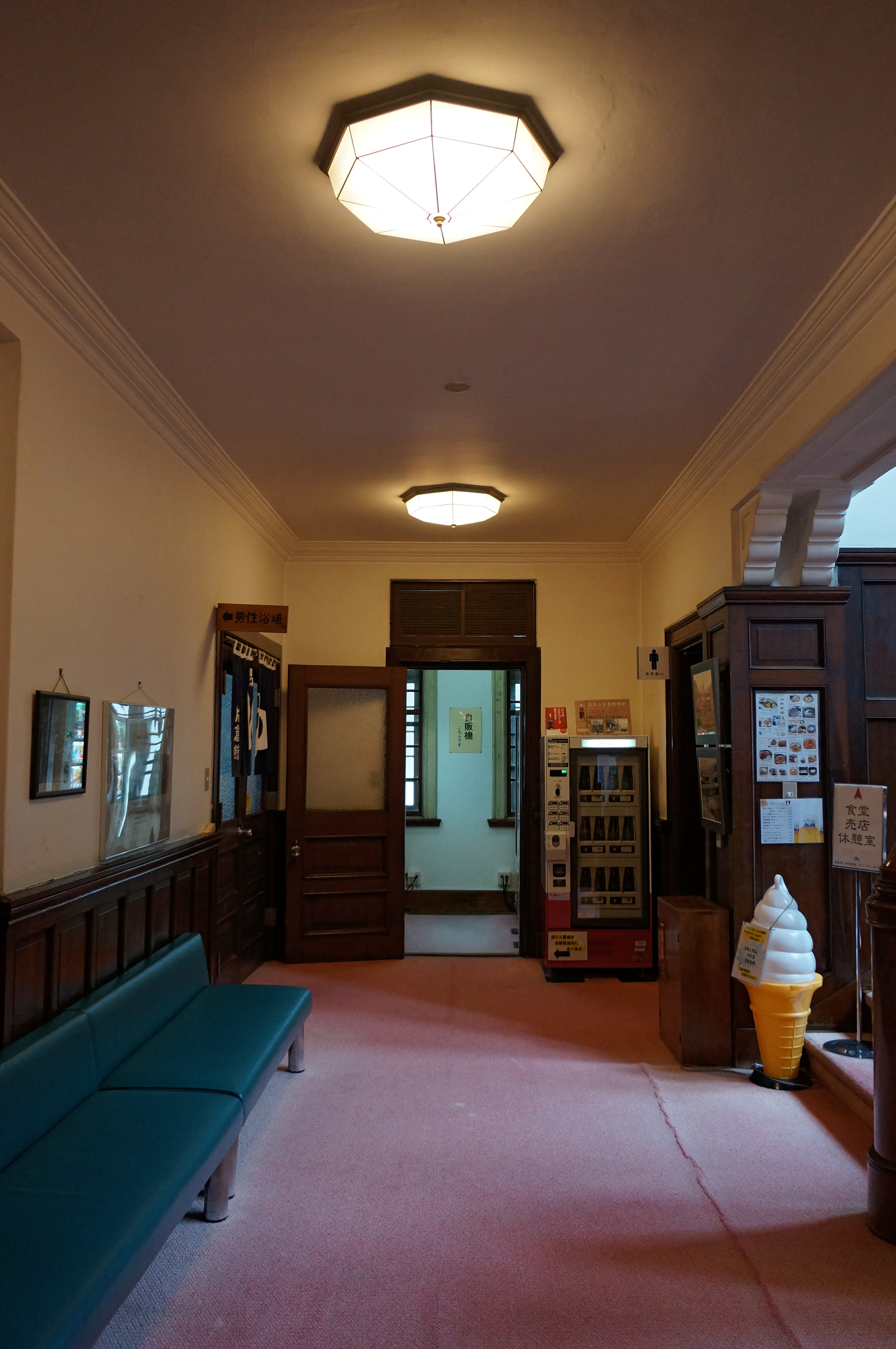
浴場棟1階ホール、左は男子大浴場の入口

## アクセス
鉄道利用
JR東日本中央本線 - 上諏訪駅諏訪湖口（西口）から国道20号経由で徒歩約5分。
自家用車等
中央自動車道 - 諏訪ICから、諏訪湖を経由し約7km。